# Akademie der Bundeswehr für Information und Kommunikation
Die Akademie der Bundeswehr für Information und Kommunikation (AIK bzw. AkBwInfoKom) am Standort Strausberg bei Berlin war die zentrale Ausbildungseinrichtung für Fachpersonal der Presse- und Öffentlichkeitsarbeit, der Karriereberatung sowie der Medienproduktion der Bundeswehr. Die Akademie ging am 1. Dezember 2014 in dem neu aufgestellten Zentrum Informationsarbeit Bundeswehr (ZInfoABw) auf.
Unter anderem durch die an der AIK vermittelten Ausbildungsinhalte und produzierten Medien wurde die Bundeswehr ihrer Aufgabe der Informationsarbeit gerecht. Die AIK unterstand fachlich dem Presse- und Informationsstab des Bundesministeriums der Verteidigung, truppendienstlich gehörte die Akademie zum Streitkräfteamt.

## Geschichte
Die Akademie geht auf die 1965 in Euskirchen (Münstereifeler Straße 96) aufgestellte Schule der Bundeswehr für Psychologische Verteidigung (PSVSBw) zurück, der Ausbildungsstätte der heutigen Truppe für Operative Kommunikation. Im Mai 1986 wurde die Schule nach Waldbröl (Schaumburgweg 3) verlegt und im September 1987 in Akademie der Bundeswehr für Psychologische Verteidigung (AkBwPSV) umbenannt.
Zum 1. Dezember 1990 erfolgte die Umbenennung in Akademie der Bundeswehr für Information und Kommunikation. Darin spiegelte sich die veränderte Sicherheitspolitische Lage nach der Beendigung des Kalten Kriegs wider, die eher „Information und Kommunikation“ als „psychologische Verteidigung“ nötig machte. Die AIK wurde 1994 im Zuge der Umstrukturierung der Bundeswehr nach der Vollendung der Deutschen Einheit nach Strausberg verlegt.

### Zu Zeiten der Wende
Am 15. November 1989, auf der Tagung der ehemaligen Nationalen Volksarmee (NVA) und des Ministeriums für Nationale Verteidigung im Tagungszentrum, forderten die Teilnehmer den Rücktritt des Verteidigungsministers der DDR und eine grundlegende Neuorientierung der Militärpolitik. Am 2. Mai 1990 verkündete an gleicher Stelle der erste zivile Verteidigungsminister der DDR, Rainer Eppelmann, auf der ersten Kommandeurtagung der NVA nach der Wende die neuen militärpolitischen Leitlinien. Am 10. Oktober 1990 – eine Woche nach der Wiedervereinigung Deutschlands – leitete hier Generalleutnant Jörg Schönbohm die erste Kommandeurtagung des Bundeswehrkommandos Ost. 430 Kommandeure – etwa zur Hälfte ehemalige NVA-Angehörige – nahmen an der Tagung teil. Im Juli 1991 wurde das Haus zum Betreuungszentrum für Soldaten und zivile Mitarbeiter der Außenstelle des Verteidigungsministeriums und der Wehrbereichsverwaltung VII.
Am 22. und 23. Oktober 2012 fand in der Akademie der Bundeswehr für Information und Kommunikation die Bundeswehrtagung 2012 statt.

## Auftrag
Die AIK war die zentrale Ausbildungseinrichtung für Fachpersonal der Presse- und Öffentlichkeitsarbeit, der Karriereberatung sowie der Medienproduktion in der Bundeswehr. Ab 2012 war sie an ihrem zweiten Standort Berlin auch für die Produktion zentraler bundeswehreigener Medien verantwortlich.
An der AIK wurde ferner wissenschaftliche Grundlagenarbeit geleistet, insbesondere zur Kommunikation der Bundeswehr mit der Öffentlichkeit. Diese Grundlagenarbeit ging Hand in Hand mit der Ausbildung des in diesem Aufgabenfeld aktiven Fachpersonals sowie der Produktion der zentralen bundeswehreigenen Medien.
In Strausberg wurden spezielle Angebote der Öffentlichkeitsarbeit koordiniert – von nationalen und internationalen Seminaren bis hin zum Einsatz der Jugendoffiziere der Bundeswehr. Workshops, Tagungen und Seminare zu sicherheitspolitischen Themen für unterschiedliche Interessentengruppen sowie für Fachpublikum gehörten ebenfalls zum Auftrag der Strausberger Dienststelle.
Wegen der auf dem Strausberger Campus vorhandenen Tagungsräume, des guten gastronomischen Angebots und der ausgezeichneten Übernachtungsmöglichkeiten sowie ihrer Lage im Berliner Umfeld wurde die AIK auch als Tagungsstätte und für besondere Veranstaltungen genutzt. Dies nicht nur, aber mehrheitlich durch die Bundeswehr selbst. Damit hatte sich die Akademie im Dialog zwischen Bundeswehr, Gesellschaft, Politik und Medien als ein wichtiges Forum etabliert.
Das Team der AIK umfasste an beiden Standorten insgesamt etwa 230 zivile und militärische  Mitarbeiter.

## Bereiche

### Bereich Lehre/Training
Die in diesem Aufgabenbereich tätigen erfahrenen Stabsoffiziere und zivilen Mitarbeiter führten Lehrgänge in zentralen Aufgabengebieten der Informationsarbeit sowie für die Personalgewinnung durch. Gemeinsam mit ausgebildeten Kommunikationstrainern wurden Kleingruppen im „Teamteaching“-Konzept in den Lehrgängen intensiv betreut. In kleinen Lerngruppen von maximal 16 Lehrgangsteilnehmern ging es intensiv rund um das Thema Kommunikation – z. B. beim Sprechen mit und zu Einzelnen oder Gruppen sowie vor laufenden Kameras, beim Verfassen und Halten von Vorträgen oder bei der handwerklichen Gestaltung von Videobeiträgen, Fotodokumentationen und Online-Angeboten.
Ausgestattet mit moderner Studio- und Seminartechnik, bot die Akademie zuletzt mehr als 40 unterschiedliche Lehrgänge an. Ausgebildet wurden militärische und zivile Angehörige der Bundeswehr z. B. für Aufgaben als Pressesprecher, Jugendoffizier, Offizier für Öffentlichkeitsarbeit, Karriereberater, Redakteur (auch online) sowie für Fotografie, Kameraführung oder im Film-/Videoschnitt.
Hinzu kamen allgemeine Trainings für den Umgang mit Medien sowie die Vorbereitung auf besondere Anforderungen der Kommunikation von militärischen Führungskräften in Auslandseinsätzen. Insgesamt besuchten jährlich etwa 1.500 Teilnehmer die bis zu vierwöchigen Lehrgänge.

### Bereich Grundlagen/Entwicklung
Die Angehörigen dieses Bereiches unterstützten die Informationsarbeit des Bundesministeriums der Verteidigung (BMVg) und der Bundeswehr mit wissenschaftlich fundierten Untersuchungen, Konzepten, Empfehlungen und Stellungnahmen. Angeboten wurden auch Seminare für besondere Interessengruppen wie beispielsweise Richter/Staatsanwälte, Journalisten und Volontäre sowie Studierende. Außerdem wurden Vorträge und Publikationen zu Themen der nationalen wie internationalen Sicherheits- und Verteidigungspolitik erarbeitet. Wissenschaftliche Mitarbeiter des Bereichs wurden als Dozenten in Lehrgängen des Bereiches Lehre/Training eingesetzt. Regelmäßig nahmen sie als Vortragende bei Fachtagungen sowie als Lehrende an Universitäten an der öffentlichen Diskussion teil.
Der Auf- und Ausbau der Zentralredaktion der Bundeswehr wurde durch Analysen und Empfehlungen unterstützt, unter anderem durch Studien zur Entwicklung und Wahrnehmung verschiedener Medien.

### Bereich Öffentlichkeitsarbeit
Dieser Bereich vertrat diejenigen Aktivitäten der bundeswehreigenen Öffentlichkeitsarbeit, die nicht direkt durch das BMVg wahrgenommen wurden.
So war der Bereich mit der fachlichen Führung und Weiterbildung der Jugendoffiziere und der Stabsoffiziere für Öffentlichkeitsarbeit beauftragt. Hierzu gehörten neben konzeptioneller Arbeit auch die Organisation von Tagungen für Fachpersonal in seinem Zuständigkeitsbereich.
Ein weiteres Aufgabenfeld war das Angebot spezieller sicherheitspolitischer Seminare für Multiplikatoren im In- und Ausland. Bei diesen Seminaren ergänzten sich Vorträge und Besuche bei Truppenteilen der Bundeswehr, bei der EU und der NATO sowie weiteren nationalen und internationalen Einrichtungen. Zwei besondere Veranstaltungen waren das „Europa-Seminar“ und das „Manfred-Wörner-Seminar“, welche junge Führungskräfte aus Deutschland und Europa bzw. den USA im Dialog über sicherheits- und verteidigungspolitische Themen zusammenführten.

### Zentralredaktion der Bundeswehr
Die bundeswehreigenen Medien mit großer Reichweite wurden ab 2012 in der Zentralredaktion der Bundeswehr nach einem neuen Konzept zusammengeführt: redaktionelle Aktivitäten für alle Formate – von der Zeitung über das Monatsmagazin bis hin zu den verschiedenen Internet-Angeboten – wurden übergreifend aufeinander abgestimmt.
Die Produkte, die in der Zentralredaktion entstanden, waren die wöchentliche Zeitung „aktuell“, das monatlich erscheinende „Y-Magazin“, der „Reader Sicherheitspolitik“, die vierteljährliche „Innere Führung“ (if) sowie zentrale kontinuierliche Online-Angebote wie „bundeswehr.de“, YouTube, flickr sowie das Online-Portal „Wir.dienen.Deutschland.“ mit angeschlossenen Facebook-Aktivitäten. Der Dialog mit der Öffentlichkeit wurde hier über das sogenannte „Bürgertelefon“ als zentrale Ansprechstelle sowie durch die Beantwortung von Briefen aus der Bevölkerung geführt.
Zur Zentralredaktion gehörten ein großes Archiv, in dem sämtliche Produkte sowie alle Text-, Foto-, Audio-, Video- und traditionelle Filmmaterialien gesammelt wurden. Mit diesem Archiv arbeitete nicht nur das Redaktionspersonal der Zentralredaktion. Die hier vorhandenen Materialien konnten auch von öffentlich-rechtlichen und privaten Sendeanstalten oder Verlagen abgerufen und genutzt werden.

### Bibliothek
Die Bibliothek und Fachinformationsstelle der AIK war mit 1,2 Millionen Medieneinheiten – vom Buch über digitale Datenträger bis hin zu wertvollen historischen Karten und Drucken – die größte militärwissenschaftliche Fachbücherei Deutschlands. Ihr Bestand umfasste etwa 350 laufend gehaltene Zeitschriften sowie umfangreiche Fachliteratur aus den Bereichen Sicherheitspolitik, Geschichte, Sozial-, Politik- und Kommunikationswissenschaften. Die Bibliothek war modern ausgestattet, daher bot sie umfangreiche Recherchemöglichkeiten, eine große Präsenzbibliothek mit Lesesaal sowie Anbindung an das bundesweite Fernleihnetz. Für die Öffentlichkeit war die Bibliothek zugänglich. Der Besuch sowie die Ausleihe waren kostenfrei.

### AIK als Tagungsstätte
Die Akademie unterstützte jährlich etwa 270 verschiedene Veranstaltungen der Bundeswehr und anderer Institutionen. Die von mehreren Stunden bis zu mehreren Tagen dauernden Tagungen und Seminare haben jährlich bis zu 14.500 Teilnehmer. Neben modernen Hörsälen und Studios standen an der AIK auch ein Konferenzsaal mit über 600 Plätzen sowie ein Tagungssaal mit 200 Plätzen zur Verfügung. Die 190 im Haus vorhandenen komfortablen Unterkünfte verzeichneten pro Jahr mehr als 26.000 Übernachtungen.

## Kommandeure
Die Akademie wurde von folgenden Kommandeuren geleitet:
| Dienstgrad      | Name             | Kommandeur von | Kommandeur bis |
| --------------- | ---------------- | -------------- | -------------- |
| Kapitän zur See | Christian Dienst | 28. Feb. 2014  | 30. Nov. 2014  |
| Oberst          | Axel Hecht       | 21. Sep. 2007  | 28. Feb. 2014  |
| Oberst          | Rainer Senger    | 2002           | 21. Sep. 2007  |
| Oberst          | R. Zimmermann    | 1. Apr. 1999   | 2002           |
| Oberst          | Robert Bergmann  | 1. Apr. 1997   | 31. März 1999  |
| Oberst          | Horst Prayon     | 8. Okt. 1990   | 31. März 1997  |

Horst Prayon hatte bereits die Vorgänger-Dienststelle Akademie der Bundeswehr für Psychologische Verteidigung geleitet, Christian Dienst übernahm die Führung des AIK-Nachfolgers Zentrum Informationsarbeit Bundeswehr.